# Stadion Obilić
Das Stadion Obilić (serbisch-kyrillisch Стадион Обилић) ist ein Fußballstadion in der serbischen Hauptstadt Belgrad. Das Stadion mit 4508 Zuschauerplätzen ist nach dem serbischen Ritter und Adligen Miloš Obilić benannt. Bis zu seinem Rückzug aus dem Spielbetrieb 2015 nutzte der Fußballvereins FK Obilić, jugoslawischer Meister von 1998, das vereinseigene Stadion. Der Club besteht nur noch auf dem Papier. Er nimmt noch Geld durch die Vermietung des Stadions ein.
Im Rahmen der Sommer-Universiade 2009 in Belgrad fanden Partien der Fußballturniere der Frauen und Männer statt. Die Sportstätte war auch eine der Austragungsorte der U-17-Fußball-Europameisterschaft 2011.